# Kula (Bulharsko)
Kula (bulharsky Кула) je město ležící v severozápadním Bulharsku, v Předbalkánu, podblíž Dolnodunajské nížiny. Je správním střediskem stejnojmenné obštiny a má přibližně 2 600 obyvatel.

## Historie
Archeologické nálezy svědčí o přítomnosti člověka v této oblasti na prahu hor již v pravěku. První skutečné sídlo zde však založili až Římané poté, co území v roce 29 dobyli. Nazývali je Castra Martis a v 7. století se stalo součástí středověkého bulharského státu.
Během osmanské vlády se městu říkalo Adlie. Na konci 18. a na počátku 19. století se zde usadili osadníci z oblasti Tetevenu a dodnes se místní nářečí liší od okolního.
V roce 1858 postavili místní obyvatelé kostel svatého Petra a Pavla. Fresky jsou dílem Danaila Nestorova z roku 1902. Kula byla vyhlášena městem v roce 1919. V prvních letech dvacátého století bylo město známé svou trvalou podporou Demokratické strany.
Během kolektivizace ve zde bylo založeno zemědělské družstvo Mičurin, pojmenované podle sovětského agronoma Ivana Mičurina. V letech 1950 až 1951 bylo z města komunistickým režimem násilně vystěhováno osm rodin (31 osob).

## Obyvatelstvo
Ve městě žije 2 806 obyvatel a je zde trvale hlášeno 3 081 obyvatel. Podle sčítání 1. února 2011 bylo národnostní složení následující:
- Bulhaři: 3 010 (97.3 %)
- Romové: 74 (2.4 %)
- ostatní: 11 (0.4 %)